# Flip i Flap w krainie cudów
Flip i Flap w krainie cudów (ang. Babes in Toyland) – amerykański dźwiękowy film komediowy z 1934 roku. W rolach głównych wystąpił duet aktorów, znany jako Flip i Flap.

## Wybrana obsada
- Oliver Hardy – Ollie Dee
- Stan Laurel – Stannie Dum
- Henry Brandon – Silas Barnaby
- Charlotte Henry – Bo-Peep
- Felix Knight – Tom-Tom
- Alice Lake – kobieta z miasteczka